# National Women’s League
National Women’s League – organizowany przez Rugby Canada w latach 2007–2018 najwyższy krajowy poziom żeńskich rozgrywek rugby union w Kanadzie.

## Historia
W kwietniu 2007 roku Rugby Canada ogłosiła w porozumieniu z regionalnym związkami rugby stworzenie ogólnokrajowych żeńskich rozgrywek, które miały przyczynić się do podniesienia jakości kanadyjskiego kobiecego rugby w perspektywie zbliżających się Pucharów Świata siódemek i piętnastek. Zawody zostały zorganizowane po raz pierwszy w 2007 roku i odbywają się corocznie między majem a sierpniem.
System rozgrywek ulegał zmianom pomiędzy edycjami - w pierwszym sezonie zespoły rywalizowały systemem kołowym podzielone na dwie geograficznie wydzielone dywizje, których zwycięzcy awansowali do wielkiego finału. Aby uniknąć zaobserwowanej w 2007 roku różnicy poziomów przez dwa kolejne lata cztery najlepsze drużyny rywalizowały w dwumeczach w ramach dwuzespołowych dywizji o rozstawienie przed półfinałami, których zwycięzcy spotykali się w finale. W latach 2010–2011 walka o mistrzostwo kraju odbywała się natomiast systemem pucharowym z udziałem czterech zespołów. Rok 2012 przyniósł kolejną zmianę systemu rozgrywek – w pierwszym dniu odbywały się mecze o rozstawienie przed półfinałami, w których zwycięzcy pierwszych spotkań w spotykali się z przegranymi, w trzecim dniu zaś odbywała się walka o medale. W kolejnych pięciu edycjach zawody odbyły się systemem kołowym.

## Zwycięzcy
| Rok  | Zwycięzca        | Wynik             | Finalista         | Źródło |
| ---- | ---------------- | ----------------- | ----------------- | ------ |
| 2007 | British Columbia | 22–15             | Ontario           |        |
| 2008 | British Columbia | 22–8              | Ontario           |        |
| 2009 | Ontario          | 20–14             | British Columbia  |        |
| 2010 | British Columbia | 34–22             | Ontario           |        |
| 2011 | Alberta          | 27–17             | Ontario           |        |
| 2012 | Ontario          | 26–12             | British Columbia  |        |
| 2013 | Quebec           | rozgrywki grupowe | rozgrywki grupowe |        |
| 2014 | Ontario          | rozgrywki grupowe | rozgrywki grupowe |        |
| 2016 | Quebec           | rozgrywki grupowe | rozgrywki grupowe |        |
| 2017 | Ontario          | rozgrywki grupowe | rozgrywki grupowe |        |
| 2018 | Quebec           | rozgrywki grupowe | rozgrywki grupowe |        |